# Cerkiew Świętych Apostołów Piotra i Pawła w Berezie
Cerkiew pod wezwaniem Świętych Apostołów Piotra i Pawła – prawosławna cerkiew parafialna w Berezie. Należy do dekanatu bereskiego eparchii brzeskiej i kobryńskiej Egzarchatu Białoruskiego Patriarchatu Moskiewskiego.
Świątynia znajduje się przy ulicy Sowieckiej.

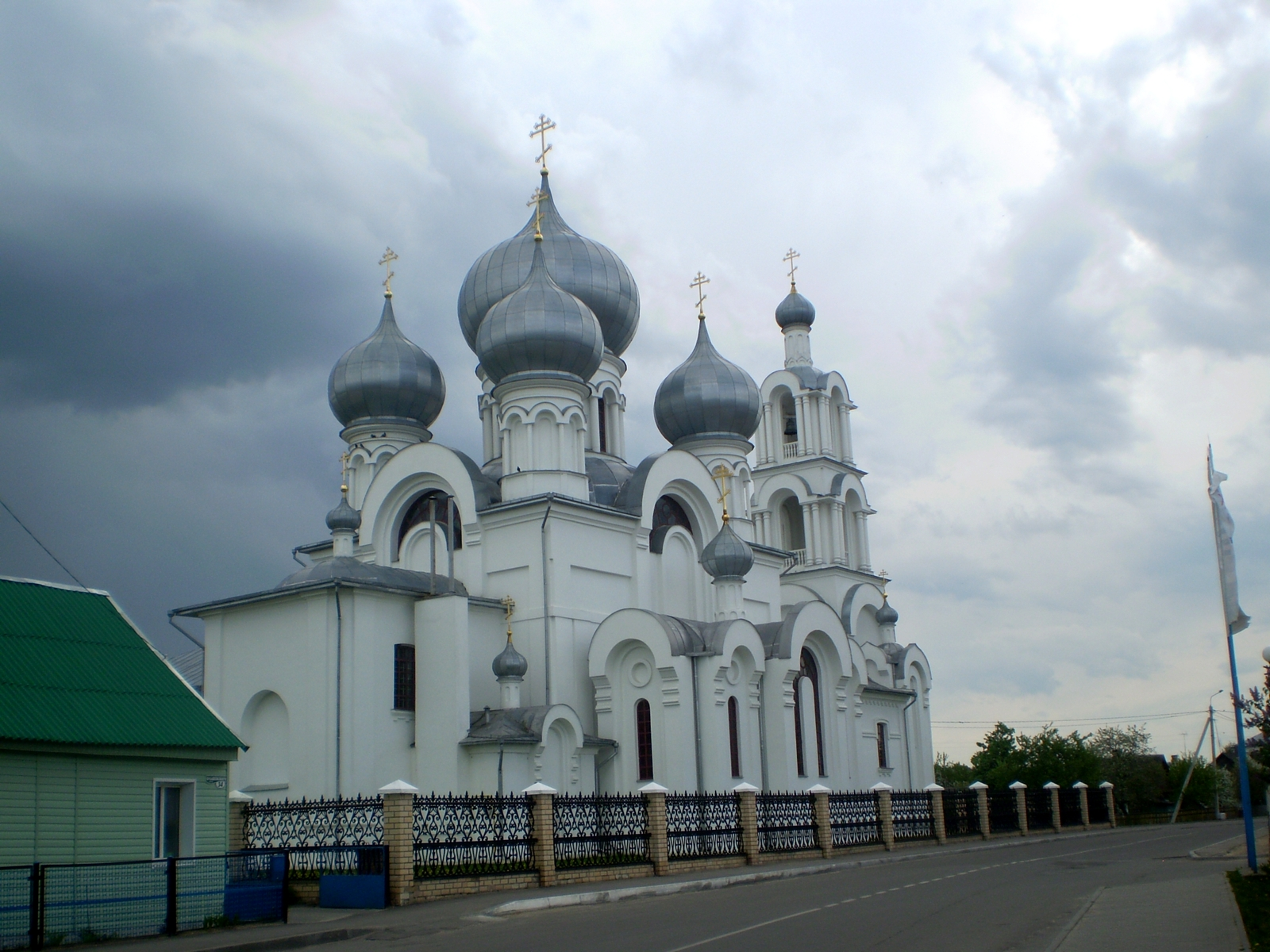
Cerkiew od strony prezbiterium

Cerkiew zbudowano z funduszy rządowych Imperium Rosyjskiego w latach 1864–1866, w stylu bizantyjsko-rosyjskim. W 2003 dokonano jej całkowitej przebudowy; od tego czasu świątynia posiada 13 kopuł.